# آن تايلر
آن تايلر (بالإنجليزية: Anne Tyler)‏ (و. 1941  م) هي كاتِبة، وروائية، وكاتبة قصص قصيرة أمريكية، ولدت في منيابولس، وهي عضوةٌ في الأكاديمية الأمريكية للفنون والآداب، والأكاديمية الأمريكية للفنون والعلوم، وفاي بيتا كابا.

## التعليم
تعلمت في جامعة ديوك، وتحصلت منها على بكالوريوس في الفنون، وجامعة كولومبيا.

## جوائز
حصلت على جوائز منها:
- جائزة بوليتزر عن فئة الأعمال الخيالية (1989)
- جائزة دائرة نقاد الكتاب الوطنية (1985)
- جائزة جانيت هايدنجر كافكا [الإنجليزية]‏.

## وصلات خارجية
- آن تايلر على موقع IMDb (الإنجليزية)
- آن تايلر على موقع الموسوعة البريطانية (الإنجليزية)
- آن تايلر على موقع مونزينجر (الألمانية)
- آن تايلر على موقع إن إن دي بي (الإنجليزية)
- آن تايلر على موقع قاعدة بيانات الفيلم (الإنجليزية)
- آن تايلر في قاعدة بيانات الأفلام على الإنترنت